# Dance of Death
Dance of Death (с англ. — «Пляска смерти») — тринадцатый студийный альбом хэви-метал-группы Iron Maiden, вышедший 2 сентября 2003 года в Японии и 8 сентября во всем мире, кроме Северной Америки, где он вышел на день позже.

## Об альбоме
В Dance of Death группа продолжила намеченое ранее сближение с прог-металом, что стало заметно в таких песнях как «Dance Of Death» и «Paschendale». Впервые в альбоме появилась песня, написанная ударником Нико МакБрэйном — он соавтор песни «New Frontier».
Обложку создавал художник Дэвид Патчетт. В первоначальной версии на обложке были только Эдди в образе Мрачного Жнеца и тени в капюшонах вдалеке. Директору группы Роду Смоллвуду показалось, что обложка выглядит пустой, и он дополнил её фигурами танцующих обнажённых людей, созданными на компьютере. Патчетту результат не понравился, и он попросил убрать его имя из выходных данных альбома.

## Песни
Montségur посвящена Альбигойскому крестовому походу против катаров, средневекового религиозного учения. Крестовый поход окончился полным разрушением Безье и убийством 10 000 человек (1209), осадой и взятием Каркассона (1210) и битвой при Монсегюре, в которой были уничтожены последние силы катаров.
Paschendale — Битва под Пашендейлем, также известная как «Третья битва на Ипре» в Первую мировую войну.

## Позиции в чартах
- 1 место — Италия, Швеция, Финляндия, Греция, Чешская республика
- 2 место — Великобритания, Германия, Швейцария, Словения
- 3 место — Бразилия, Аргентина, Франция, Испания, Норвегия, Польша, Венгрия, Австрия
- 4 место — Япония, Португалия, Бельгия, Исландия, Чили
- 5 место — Канада
- 12 место — Австралия
- 18 место — США

## Список композиций
| #  | Оригинальное название | Перевод             | Музыка / Слова                            | Время |
| -- | --------------------- | ------------------- | ----------------------------------------- | ----- |
| 1  | Wildest Dreams        | Заветные мечты      | Эдриан Смит, Стив Харрис                  | 3:52  |
| 2  | Rainmaker             | Творец дождя        | Брюс Дикинсон, Дэйв Мюррей, Стив Харрис   | 3:48  |
| 3  | No More Lies          | Хватит лжи          | Стив Харрис                               | 7:22  |
| 4  | Montségur             | Монсегюр            | Брюс Дикинсон, Стив Харрис, Яник Герс     | 5:50  |
| 5  | Dance of Death        | Танец смерти        | Стив Харрис, Яник Герс                    | 8:36  |
| 6  | Gates of Tomorrow     | Врата дня грядущего | Брюс Дикинсон, Стив Харрис, Яник Герс     | 5:12  |
| 7  | New Frontier          | Новый рубеж         | Эдриан Смит, Брюс Дикинсон, Нико МакБрэйн | 5:04  |
| 8  | Paschendale           | Пашендель           | Эдриан Смит, Стив Харрис                  | 8:28  |
| 9  | Face in the Sand      | Лик на песке        | Эдриан Смит, Брюс Дикинсон, Стив Харрис   | 6:31  |
| 10 | Age of Innocence      | Эра невинности      | Дэйв Мюррей, Стив Харрис                  | 6:10  |
| 11 | Journeyman            | Путешественник      | Эдриан Смит, Брюс Дикинсон, Стив Харрис   | 7:07  |

## Участники записи
- Брюс Дикинсон — вокалист;
- Дэйв Мюррей — гитарист;
- Яник Герс — гитарист;
- Эдриан Смит — гитарист, бэк-вокалист;
- Стив Харрис — бас-гитарист, клавишник, бэк-вокалист;
- Нико МакБрэйн — ударник.